# Николаенко, Александр Николаевич (бадминтонист)
Алекса́ндр Никола́евич Никола́енко (род. 6 июня 1980 года, Новосибирск, СССР) — российский бадминтонист, участник летних Олимпийских игр 2012 года в смешанном разряде, многократный чемпион России в парном и смешанном разрядах, Мастер спорта международного класса.

## Спортивная биография
Заниматься бадминтоном Николаенко начал в 1986 году в спортивной секции в Новосибирске. Окончил Новосибирский техникум физической культуры. В 2010 году Александру было присвоено звание «Мастер спорта международного класса».
В 2012 году Николаенко выступил на летних Олимпийских играх в Лондоне. Партнёршей Александра в смешанном разряде была Валерия Сорокина. В первом матче россияне в трёх партиях обыграли хозяев соревнований: Криса Эдкока и Имоджен Банкир. Во второй встрече Николаенко и Сорокина уступили будущим чемпионам Игр китайской паре Чжан Нань/Чжао Юньлэй. Для выхода в четвертьфинал Николаенко и Сорокиной необходимо было в заключительной встрече одержать победу над немецким дуэтом Михаэля Фукса и Биргит Михельс, который в мировом рейтинге находился на несколько позиций ниже, чем российская пара. После двух партий счёт был 1:1, а в заключительном сете в упорной борьбе победа досталась немецким бадминтонистам, которые и прошли в следующий раунд.